# Bar-lès-Buzancy
Bar-lès-Buzancy é uma comuna francesa na região administrativa de Grande Leste, no departamento Ardenas. Estende-se por uma área de 9,31 km². Em 2010 a comuna tinha 130 habitantes (densidade: 14 hab./km²).